# 今井優杏
今井 優杏（いまい ゆうき、1980年12月10日 - ）は、日本の自動車ジャーナリスト、モータースポーツMC。日本自動車ジャーナリスト協会会員。日本カー・オブ・ザ・イヤー選考委員。元レースクイーン。奈良県出身、東京都在住。

## 来歴
大学時代からモデル・イベントコンパニオンとして活動を開始。その後スタイルコーポレーションに所属しレースクイーン活動を行う。
スタイル退所後は広告代理店勤務を経て、自動車情報誌のライターに転身。現在は雑誌やWEBへの執筆の他、モータースポーツ関連のイベントでMCとしても活動。また、モータースポーツをはじめとしたプロスポーツや自動車の専門知識に強いMCを育成・派遣する株式会社インホイールの代表を務めている。
2012年にはTRDラリーチャレンジにドライバーとして参戦し、年間成績2位という結果を残している。
2022年4月2日（#375）の放送回から『おぎやはぎの愛車遍歴』（BS日テレ）のMCに就任。
2025年3月15日に放送された「愛車遍歴的昭和の希少車は輝いていた！？」回で、おぎやはぎに年齢を訊かれ、昭和46年生まれの二人よりはちょっと若い、年齢は非公開にしている、Wikipediaには間違った情報が載っていてちょっとお姉さんに書かれている、昭和生まれであることは事実、と答えている。

## 人物
趣味は旅行、特技はスキー、ボディーボード、広東語。

## 主な活動

### テレビ出演
- おぎやはぎの愛車遍歴（BS日テレ、2022年4月2日 - ） - MC
- モーターゾーンTV（三重テレビ 他、不定期出演） - レポーター
- 走改☆車楽!（テレビ大阪）
- 湯けむりライダーモンちゃんが行く!（BS日テレ、2016年12月26日） - ゲスト

### ラジオ出演
- トヨタ南海グループ presents RADIO TEST DRIVE（FM大阪、2019年7月6日 - ）

### レースクイーン
- 2002年 フォーミュラ・ニッポン「森永 Weiderガール」（第3・4戦）
- 2003年 全日本GT選手権「Team GAIKOKUYA レースクイーン」、鈴鹿8時間耐久ロードレース 「clever wolf」
- 2005年 - 2006年 SUPER GT「BANDAI バクシードガールズ」[3]

### その他
- 日本自動車ジャーナリスト協会会員[4]
- 日本カー・オブ・ザ・イヤー選考委員（2013年 - ）[5]

## 関連人物
- 黒沢琴美 - スタイル時代の同僚。バクシードガールズで2年間一緒だった
- 松下まゆみ - 2007年にバクシードガールズの一員として活動した元レースクイーン。同じ奈良県出身でコンパニオン時代からの親友[6]。プライベートでも一緒に旅行に行ったりする程である[7]。
- 岡田文栄 - レースクイーン時代の同僚。